# アンソロジー新世界の挑戦
アンソロジー新世界の挑戦（アンソロジーしんせかいのちょうせん）は、1992年から1995年にかけ岩波書店で刊行された叢書である。
四六版、紙カバー付きハードカバー、全13巻。
「大航海時代叢書」（岩波書店、合計42巻）の完結（1992年9月）を目前にして企画され刊行開始された。企画者は石原保徳。
「大航海時代叢書」では当時のヨーロッパ人の眼に非ヨーロッパの世界がどのように映り、記録されたかに主眼をおいて書目が選ばれたのに対し、本叢書はコロンブスが創めた「世界の一体化」という事業に対し「新世界」がどのように挑戦し、旧世界（ヨーロッパ）の側がどのように受けて立ったかをテーマとした文献が選ばれており、同時代のユマニストなど、ヨーロッパにおける思想・思潮の動向にも視野に入れている。
第1回配本は第1巻『裁かれるコロンブス』（1992年5月刊）で、最終回配本は第8巻『インディオは人間か』であった。
「大航海時代叢書」と同様、大半の文献が日本初訳である。

## 巻構成
1. 『裁かれるコロンブス』（ラス・カサス、長南実訳） 1992.5　ISBN 4-00-003631-9
2. 『新世界とウマニスタ』（ペドロ・マルティル、清水憲男訳） 1993.3　ISBN 4-00-003632-7
3. 『拡がりゆく視圏』（ゴマラ、清水憲男訳） 1995.3　ISBN 4-00-003633-5
4. 『カリブ海植民者の眼差し』（オビエード、染田秀藤, 篠原愛人共訳） 1994.9　ISBN 4-00-003634-3
5. 『激動期アンデスを旅して』（シエサ・デ・レオン（スペイン語版、英語版） 、染田秀藤訳） 1993.6　ISBN 4-00-003635-1
6. 『人類共通の法を求めて』（ビトリア、佐々木孝訳） 1993.10　ISBN 4-00-003636-X
7. 『征服戦争は是か非か』（セプールベダ、染田秀藤訳） 1992.5　ISBN 4-00-003637-8
8. 『インディオは人間か』（ラス・カサス、染田秀藤訳） 1995.10　ISBN 4-00-003638-6
9. 『神々とのたたかい Ⅰ』（サアグン、篠原愛人, 染田秀藤共訳） 1992.8　ISBN 4-00-003639-4
10. 『神々とのたたかい Ⅱ』（ドゥラン、青木康征訳） 1995.1　ISBN 4-00-003640-8
11. 『世界布教をめざして』（アコスタ、青木康征訳） 1992.11　ISBN 4-00-003641-6
12. 『未知の戦士とのたたかい』（マチューカ、青木康征訳） 1994.6　ISBN 4-00-003642-4
13. 『歴史の発見』（ラス・カサス、長南実訳） 1994.2　ISBN 4-00-003643-2